# Gießener SV
Der Gießener SV ist ein Dreisparten-Sportverein (Schwimmen, Tischtennis, Volleyball) aus Gießen. Gießener SV ist die Abkürzung für Gießener Schwimmverein. Derzeit gehören dem Verein 610 Mitglieder an.

## Geschichte

### Schwimmabteilung
Der Gießener SV wurde am 6. Juni 1923 von ambitionierten Schwimmern, die diesen Sport wettkampfmäßig betreiben wollten, als Schwimmverein gegründet. Gründervater waren Friedrich Pascoe, Karl Gäbler, Karl Krämer, Karl Lang, H. Stahl, Heinrich Kraft, Dr. Jung, August Noll und Ludwig Güngerich. Nach der Vereinsgründung standen jahrzehntelang nur die Lahn-Freibäder und das zwischen Seltersweg und Bahnhofstraße gelegene Volksbad als Trainingsstätten zur Verfügung. Das im Jugendstil errichtete Gießener Volksbad war 1898 eingeweiht worden und wurde 1968 wegen Baufälligkeit abgerissen. Ab 1968 konnte das neu erbaute Hallenbad an der Ringallee von den Sportschwimmern genutzt werden. Seit Mitte der 1970er Jahre ist das Westbad die Heimat des Gießener Schwimmsports.
Als Blütezeit der Schwimmabteilung gelten die 1970er bis 1990er Jahre, da damals eine führende Position im hessischen Schwimmsport eingenommen werden konnte. Nichtsdestotrotz unterbreitet die Schwimmabteilung weiterhin Menschen, vom Anfänger bis hin zum Mastersschwimmer, verschiedene Angebote, um Schwimmen als Freizeitsport oder wettkampfmäßig betreiben zu können.
Derzeit hat die Schwimmabteilung etwa 300 Mitglieder. Inzwischen hat der GSV wieder einige hoffnungsvolle Talente in seinen Reihen. Die Masters erringen seit einigen Jahren immer wieder Titel auf Bundesebene.

### Tischtennisabteilung
Die Tischtennisabteilung des Gießener SV wurde 1947 von Hobbyspielern unter dem Dach des Hessischen Tischtennis-Verbandes HTTV ins Leben gerufen. Der Tischtennisabteilung schlossen sich einige Aktive des Vereins Spielvereinigung 1900 Gießen (heute VfB 1900 Gießen) an. Abteilungsleiter war zunächst Heinz Gerbig, der Ende 1947 von Fritz Neumann-Spengel († 1964) abgelöst wurde. Zunächst gab es nur Herrenmannschaften. Mit der Gründung einer Jugendabteilung 1950 wurde die Förderung des Nachwuchses intensiviert. Mitte der 1950er Jahre gab es Neuzugänge vom Nachbarverein Spielvereinigung 1900, weil sich dort die Tischtennisabteilung auflöste. In dieser Zeit gab es auch eine Damenmannschaft.
1964 wurde Paul Ullschmied Abteilungsleiter. Ein Jahr später wechselten fast alle Aktiven des Vereins Grün-Weiß Gießen zum Gießener SV, was zu einer Leistungskonzentration führte und den Verein zu einem der mitgliedstärksten in Hessen machte. Um 1980 übernahm Nina Hess (1912–1985) die Abteilungsleitung. Sie hatte sich vorher intensiv um die Damen gekümmert. Ab Mitte der 1980er Jahre gab es einen starken Rückgang von Mitgliedern und Spielern. Hans Hackenberg, der seit 1985 die Abteilung führte, leitete einen stetigen Neuaufbau ein.
Die Historie der Abteilungsleiter:
| Heinz Gerbig          | 1947 bei Gründung |
| Fritz Neumann-Spengel | 1947–1964         |
| Paul Ullschmied       | 1964–1973         |
| Rüdiger Heidersdorf   | 1974              |
| Nina Heß              | 1975–1979         |
| Hans Eißer            | 1980–1982         |
| Dieter Jöckel         | 1983–1984         |
| Kurt Marquardt        | 1985              |
| Heinz Schreiber       | 1986–1988         |
| Hans Hackenberg       | 1989–1996         |
| Tilman Dabelow        | 1997–1998         |
| Jürgen Boldt          | Leiter 1999-heute |

#### Damenmannschaft
Unter der Betreuung von Nina Hess wurden die Damen in der Saison 1971/72 Meister der Oberliga Südwest, der damals höchsten deutschen Spielklasse. Damit stiegen sie in die neu gegründete zweiteilige Damenbundesliga auf. In der Gruppe Süd/Südwest erreichten sie auf Anhieb den zweiten Platz. In den folgenden beiden Jahren wurden sie Vierter. Damit waren sie für die neu eingeführte einteilige Bundesliga 1975/76 qualifiziert.
Die weiteren Platzierungen:
- 1975/76  Platz 8
- 1976/77  Platz 4
- 1977/78  Platz 7
- 1978/79  Platz 8
- 1979/80  Platz 5
- 1980/81  Platz 8
- 1981/82  Platz 10

Der letzte Platz am Ende der Saison 1981/82 bedeutete den Abstieg in die Zweite Bundesliga. Wegen mehrerer Abgänge von Leistungsträgerinnen stieg das Team in der Folgesaison erneut ab. Bis 1990 spielte es in der Hessenliga, dann löste sich die Damenmannschaft auf. Ab 1995 bis 2007 wurde wieder eine Damenmannschaft gestellt. Sie von der untersten Spielklasse bis in die Verbandsliga auf. 2007 löste sie sich wegen Abgängen von Leistungsträgerinnen zum NSC Watzenborn-Steinberg auf. In der Zeit schaffte die 2. Damenmannschaft den Sprung in die Bezirksoberliga des HeTTV.
Zu den Leistungsträgerinnen gehörten:
- Christa Federhardt-Rühl
- Gerlinde Glatzer
- Gertrud Potocnik
- Karen Senior (Irland)
- Angelika Schreiber
- Gisela Jakob
- Evelin Ogroske

#### Herrenmannschaft
Die Herrenmannschaft stieg in der Saison 1966/67 in die Oberliga Südwest, die damals zweithöchste Spielklasse, auf. 1979/80 qualifizierte sie sich für die neu geschaffene Regionalliga Südwest. 1982/83 erfolgte der Abstieg und freiwillige Rückzug in die Hessenliga. 1986 stieg das Team in die Oberliga Südwest auf. Nach zwei Jahren musste es wieder absteigen und wurde über die Verbandsliga bis in die Bezirksliga durchgereicht.
Unter Jürgen Boldt als Sportwart und Abteilungsleiter stieg die 1. Herrenmannschaft von der Bezirksliga bis in die Oberliga auf und gehört seitdem zu den Vereinen mit der längsten Klassenzugehörigkeit in der Oberliga (heute Oberliga Hessen). 2020 gelang dem Verein der Sprung in die Regionalliga West. 2022 musste man wieder in die Oberliga Hessen absteigen. Da im selben Jahr die 2. Mannschaft Meister der Hessenliga Mitte-Nord wurde spielte man mit 2 Teams in der Oberliga. Die Erste schaffte mit dem 6. Platz den Klassenerhalt, während die Reserve dies knapp verfehlte und den Gang in die Hessenliga antreten musste.

### Volleyballabteilung
Die Volleyballabteilung des Gießener SV wurde 1978 von Schwimmern gegründet, die nicht mehr schwimmen konnten oder wollten. Derzeit sind 12 Volleyball-Mannschaften (5 Damen-Teams, 3 Herren-Teams und 4 Jugend-Teams) in verschiedenen Leistungsklassen aktiv.